# Bolívar Gómez
Bolívar Efrén Gómez Valencia (Esmeraldas, 31 luglio 1977) è un ex calciatore ecuadoriano, di ruolo difensore.

## Carriera

### Nazionale
Ha partecipato alla Copa América 1999.